# Parafia św. Bartłomieja Apostoła w Bronisławiu
Parafia Świętego Bartłomieja Apostoła w Bronisławiu – parafia rzymskokatolicka, znajdująca się w diecezji włocławskiej, w dekanacie radziejowskim. 